# NGC 2788A
NGC 2788A је спирална галаксија у сазвежђу Летећа риба која се налази на NGC листи објеката дубоког неба.
Деклинација објекта је - 68° 13' 36" а ректасцензија 9h 2m 40,0s. Привидна величина (магнитуда) објекта NGC 2788 износи 13,1 а фотографска магнитуда 13,9. NGC 2788A је још познат и под ознакама ESO 60-24, IRAS 09020-6801, PGC 25400.